# Darwin Airline
Darwin Airline SA foi uma companhia aérea regional da Suíça fundada em 2003 que encerrou suas atividades em 2017 com sede em Bioggio, Lugano. Opera serviços regulares nacionais e internacionais em alguns países da Europa Ocidental usando a marca Etihad Regional desde janeiro de 2014, bem como em nome da Alitalia. Suas bases são o Aeroporto de Genebra e o Aeroporto de Lugano.

## Frota

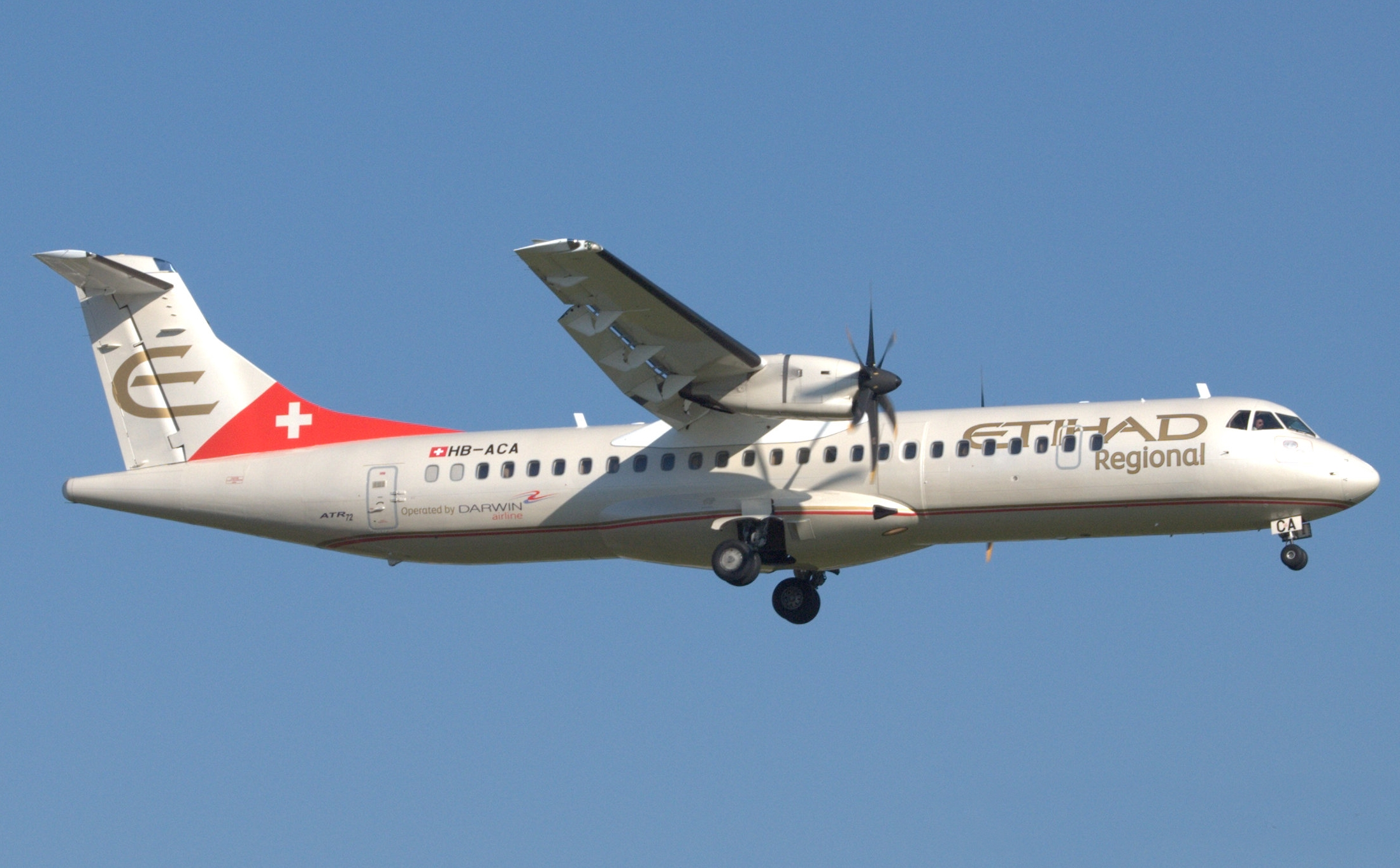
Darwin Airline ATR 72-500

- 4 ATR 72
- 6 Saab 2000